# Ludvig Fabritius (veterinär)
Ludvig Julius Wolfgang Fabritius, född 25 april 1854 i Viborg, död 16 mars 1933 i Åbo, var en finländsk veterinär.
Fabritius var son till lektor Johan Gabriel Fabritius och Emilia Elisabeth Dannenberg. Han avlade studentexamen 1872. Efter veterinärexamen vid Veterinärinstitutet i Stockholm 1876 tjänstgjorde han som distriktsveterinär i Åbo 1886–1926. Han gjorde en banbrytande insats inom den finländska hästaveln genom att stoppa importen av utländska avelshingstar och rikta in utvecklingen på frambringandet av en inhemsk ras. 
Han var bror till violinisten Ernst Fredrik Fabritius. 